# Margaret King
Margaret Jane Moore, Countess Mount Cashell (geborene King, * 24. Oktober 1772 in Dublin, Königreich Irland; † 29. Januar 1835 in Pisa, Großherzogtum Toskana), auch bekannt unter dem Pseudonym Mrs Mason, war eine irische Gastgeberin und Autorin von emanzipatorischen Romanen und Gesundheitsratschlägen. Trotz ihres wohlhabenden aristokratischen Hintergrunds hegte sie republikanische Sympathien und vertrat fortschrittliche Ansichten über Bildung und Frauenrechte, die zum Teil dadurch geprägt waren, dass sie eine bevorzugte Schülerin von Mary Wollstonecraft war. Als sie sich später in Italien niederließ, erwiderte sie die Fürsorge ihrer Gouvernante, indem sie Wollstonecrafts Tochter Mary Shelley, deren Ehemann Percy Bysshe Shelley und deren Stiefschwester Claire Clairmont, mütterliche Hilfe und Ratschläge anbot. In Pisa setzte sie das in Deutschland begonnene Medizinstudium fort und veröffentlichte ihren viel gelesenen Advice to Young Mothers sowie einen Roman, The Sisters of Nansfield: A Tale for Young Women.

## Leben
Margaret King entstammte einer anglo-irischen Adelsfamilie, die der protestantischen Elite angehörte, die das Königreich Irland beherrschte. Sie war das mittlere von neun Kindern des irischen Politikers Robert King, 2. Earl of Kingston (1754–1799), aus dessen Ehe mit Caroline FitzGerald (1754–1823), Erbtochter des Unterhausabgeordneten Richard FitzGerald († 1776), Gutsherr von Mount Offaly im County Kildare und Kilminchy Castle im Queen’s County. Ihre Mutter war eine Nichte des James FitzGerald, 1. Duke of Leinster, und Cousine des Revolutionärs Lord Edward FitzGerald. Hauptsitz ihrer Familie war Mitchelstown Castle in der Stadt Mitchelstown im Norden des County Cork. Ihr Vater führte den Höflichkeitstitel Viscount Kingsborough, bis er 1797 den Titel Earl of Kingston erbte.
Ihre Eltern, so schrieb sie später, waren „zu sehr mit frivolen Vergnügungen beschäftigt, um ihren Kindern viel Aufmerksamkeit zu schenken“, so dass sie bereits vor ihrem dritten Geburtstag Gouvernanten und Erziehern anvertraut wurde. Als Jugendliche wurde Margaret von der Pionierin der Erziehung und Protofeministin Mary Wollstonecraft beeinflusst, die für sie eine „hingebungsvolle Beschützerin“ war. Die Berufung als Gouvernante dauerte nicht länger als ein Jahr, da Wollstonecraft mit Lady Kingsborough nicht zurechtkam und sie als hochmütig und affektiert empfand. Die Kinder empfanden sie als inspirierende Lehrerin; Margaret King sagte später, sie habe „ihren Geist von allem Aberglauben befreit“. Auf Wollstonecraft führte King später „die Entwicklung der Tugenden, die ich besitze“ zurück. Wollstonecraft lehrte sie, selbständig zu denken und Respekt und Gehorsam, die nur aufgrund des Ranges geboten werden, zu hinterfragen.
Einige von Margaret Kings Erlebnissen in diesem Jahr (1787–88) fanden Eingang in Wollstonecrafts einziges Kinderbuch, Original Stories from Real Life (1788). „Mary“ ist die ältere von zwei aristokratischen jungen Schützlingen, die eine vornehme und unbezahlte Gouvernante einem Programm der Erlebnispädagogik nach dem Vorbild von Rousseaus Émile unterzieht. Die mütterliche Gouvernante in der Rahmenhandlung heißt Mrs. Mason, ein Name, den Margaret King im späteren Leben übernahm. Wollstonecrafts Erfahrungen mit Margaret und ihren Eltern fließen auch in ihren ersten Roman, Mary: A Fiction (1788), der während ihrer Zeit bei den Kingsboroughs entstand: „Mary“ ist hier die unglückliche Tochter hochmütiger aristokratischer Eltern.
Margaret erwarb den Titel Countess Mount Cashell durch ihre Heirat mit Stephen Moore, 2. Earl Mount Cashell (1770–1822), am 12. September 1791. Sie war 19 und er 21 Jahre alt. Im Jahr 1794 heiratete ihr ältester Bruder, der spätere George King, 3. Earl of Kingston, die Schwester ihres Mannes, Helena. Das Paar hatte sieben Kinder. Der älteste Sohn, Stephen Moore, 3. Earl Mount Cashell, schloss sein Studium am Trinity College in Cambridge ab, heiratete eine Schweizerin und lebte in verschiedenen Ländern. Er gründete eine landwirtschaftliche Gemeinde auf Amherst Island in Ontario. 1793 wurde der zweite Sohn Robert geboren. Der dritte Sohn Edward wurde Kanoniker in Windsor Castle. Die älteste Tochter, Helena, wurde im März 1795 geboren. Eine der jüngeren Töchter, Jane Elizabeth, heiratete 1819 William Yates Peel, der aus einer politischen und kaufmännischen Familie stammte.
Heirat und Mutterschaft konnten ihren politischen Radikalismus nicht bremsen. Sie nahm 1794 an den Hochverratsprozessen gegen John Horne Tooke, John Thelwall und Thomas Hardy in London teil und bewegte sich in Dublin in den Kreisen der Society of United Irishmen. Der Cousin ihrer Mutter, Lord Edward Fitzgerald, und seine Frau Stéphanie Caroline Anne Syms waren enge Freunde. Als Fitzgerald am Vorabend der Rebellion von 1798 bei seiner Verhaftung eine Wunde erlitt (die sich als tödlich erweisen sollte), intervenierte sie, um zu verhindern, dass die Nachricht seine Frau erreichte, in der Hoffnung, dass sich sein Zustand verbessern und der Schock gemildert werden würde.
Der Bischof Thomas O’Beirne hatte wohl King und andere ihrer weiblichen Bekannten im Sinn, als er in einer Predigt vor Earl Camden, dem Lord Lieutenant of Ireland, das Vordringen revolutionärer Prinzipien und atheistischer Philosophie in die „höheren Ränge der Gesellschaft“ beklagte. Die Bekehrung von Frauen der Elite zur radikalen Sache sei „ein Hauptziel der Verschwörer“, die wüssten, „welchen Einfluss die weiblichen Sitten auf die Gesellschaft in jedem Maße haben müssen“. Margarets ältester Bruder, George King, war hingegen ein bekannter Loyalist.
Doch trotz ihrer Sympathie für die United Irishmen gibt es keine Anzeichen dafür, dass King den sozialen Egalitarismus einiger engagierterer Republikaner übernahm. Sie blieb „zweideutig gegenüber sozialen Unterschieden“. Das sollte ein Merkmal der Utopie in ihrem unveröffentlichten Roman Selene bleiben, in dem ein junger Mann durch den „Spott über hohe Geburt und Abstammung“, in den er von „bekennenden Demokraten“ hineingezogen wird, am Ende ruiniert wird.
Nach der Niederschlagung des Aufstands im Jahr 1798 schrieb Margaret Pamphlete, in denen sie sich gegen die Politik der Regierung wandte, das irische Parlament abzuschaffen und eine gesetzgeberische Union mit dem Königreich Großbritannien herbeizuführen.  Zu ihrem weitläufigen Bekanntenkreis zählte sie zu dieser Zeit Baron Cloncurry, Charles James Fox, Helen Maria Williams, Matilda Tone und Robert Emmet.
Im Dezember 1801 begaben sich die Cashells in einer Gruppe von „neun irischen Abenteurern“, darunter die Tagebuchschreiberin Katherine Wilmot, auf eine große Reise. Wilmot schrieb ausführliche Briefe nach Hause, von denen einige 1920 unter dem Titel An Irish peer on the continent (1801-1803) being a narrative of the tour of Stephen, 2nd earl Mount Cashell, through France, Italy, etc. veröffentlicht wurden. Darin werden viele Einzelheiten über das Leben und die Gewohnheiten der Cashells beschrieben, einschließlich ihrer verschwenderischen Unterhaltungen, insbesondere während der ersten neun Monate in Paris. In der französischen Hauptstadt trafen sie Napoleon, den radikalen englischen Parlamentarier Charles James Fox und Thomas Paine.
Im Juni 1802 bekamen die Cashells einen weiteren Sohn, Richard Francis Stanislaus Moore.
Als der Krieg in Europa im März 1803 wieder aufflammte, befand sich die Gruppe in Florenz. Im Jahr 1804 zogen sie in die vermeintlich sichere Stadt Rom. In Rom befanden sie sich in Gesellschaft der Schweizer Malerin und Gründungsmitglied der Royal Academy in London, Angelika Kaufmann, des exzentrischen Bischofs Frederick Hervey, 4. Earl of Bristol, des Kardinalherzogs von York, des Bruders des jungen Thronanwärters Charles Edward Stuart, und des Papstes Pius VII., der aus seinen Gärten „sehr galant eine Hyazinthe zog und sie Lady Mount Cashell schenkte“.
Während ihres Aufenthalts in Rom lernte King George William Tighe (1776–1837) aus Ashford, County Wicklow, kennen, einen anglo-irischen Gentleman, der sich für die Landwirtschaft interessierte und ähnliche soziale und politische Ansichten vertrat wie sie selbst. Die beiden fühlten sich sofort zueinander hingezogen und begannen bald eine Affäre, die 1805 dazu führte, dass ihr Mann sie in Deutschland verließ und mit den gemeinsamen Kindern nach Irland zurückkehrte. Frauen in ihrer Lage, die eine unglückliche Ehe verlassen wollten, hatten Jahrzehnte vor einer gesetzlichen Reform nur wenige Rechte. Erst im November 1812 wurden sie und ihr Mann rechtlich getrennt. Margaret erhielt 800 Pfund pro Jahr und eine Abfindung für ihre angehäuften Schulden, aber ihre Kinder sah sie nie wieder.
George und Margaret zogen in die Toskana, wo sie sich „Mr. und Mrs. Mason“ nannten und damit den Namen der mütterlichen Gouvernante aus Wollstonecrafts frühem Roman übernahmen. Margaret erwarb sich den Ruf einer no nonsense grande dame und das Paar ließ sich mit seinen Töchtern Lauretta und Nerina in der Casa Silva in Pisa nieder.
Dort wurden sie 1820 fast täglich von einem jungen Trio besucht: dem Dichter Percy Bysshe Shelley, seiner Frau, Wollstonecrafts  Tochter und Schriftstellerin Mary Shelley und ihrer Übersetzerin, ihrer Stiefschwester Claire Clairmont. Sie hatte mütterliche Gefühle gegenüber den Frauen, da sie beide „Töchter“ ihrer für ihr Leben so prägenden Gouvernante waren. Sie gab Shelley Ratschläge für seine Gesundheit und Clairmont für ihre Karriere. Sie führte sie alle in einen neuen intellektuellen und gesellschaftlichen Kreis in Pisa ein und half Mary, ihren Haushalt einzurichten, indem sie ihnen eine angenehme Unterkunft besorgte und sie bei der Auswahl der Dienerschaft beriet. Margaret ist die lady, the wonder of her kind, whose form was up born by a lovely mind, die Shelley in seinem Gedicht The Sensitive Plant feiert, und die dazu beitrug, „einen neu entdeckten Sinn für Radikalität“ in ihm zu entfachen. Die Verbindung endete, als Percy Shelley im Juli 1822 in einem Sturm im Golf von La Spezia ertrank und Mary Shelley nach England zurückkehrte.
Im Oktober 1822 verwitwet, heiratete Margaret Tighe im März 1826. Im Jahr 1827, nur ein Jahr nach ihrer offiziellen Hochzeit, trennten sich Margaret und George Tighe. Im selben Jahr gründete sie die italienische liberal-patriotische Literaturgesellschaft Accademia dei Lunatici. Iris Origo beschreibt die Pisaner Accademia als „berühmt“ und ihre Präsidentin als „charmant und brillant“. Zu den Mitgliedern gehörten auch Giacomo Leopardi und Antonio Guadagnoli.
Claire Clairmont lebte in den 1830er Jahren mit Margaret, die sich nun wieder Lady Mount Cashell nannte, zusammen, betrachtete sie als ihre Mutter und betrachtete diese Zeit als die glücklichste ihres Lebens. Clairmont unterhielt bis in die 1870er Jahre Beziehungen und Korrespondenz mit Kings Stieftöchtern.
King starb im Januar 1835 und wurde auf dem Alten Englischen Friedhof in Livorno beigesetzt.

## Werk
Im Jahr 1813 trug sie als Margaret King Moore zu Stories of Old Daniel, Or, Tales of Wonder and Delight, Containing Narratives of Foreign Countries and Manners, and Designed as an Introduction to the Study of Voyages, Travels, and History in General bei. Es handelte sich um eine Sammlung von The Juvenile Library, dem Londoner Team von William Godwin, dem Witwer ihrer Gouvernante und Mentorin Mary Wollstonecraft, und seiner zweiten Frau Mary Jane Clairmont, die sie 1807 in London besucht und mit denen sie sich angefreundet hatte.  Die Beliebtheit des Buches führte dazu, dass sie in späteren Auflagen neue Geschichten besteuerte, von denen die letzte (und vierzehnte) 1868 erschien.
In Deutschland studierte sie Medizin an der Universität Jena, wobei sie die Vorlesungen als Mann verkleidet besuchte, da das Medizinstudium für Frauen verboten war. Sie war so groß wie ein Mann und pflegte ein mürrisches und wortkarges Auftreten, um neugierige Bekanntschaften fernzuhalten. Sie setzte ihr Studium in Italien bei dem Professor für Chirurgie Andrea Vaccá Berlinghieri an der Universität Pisa fort. Es ist bekannt, dass sie in Pisa eine Medikamentenausgabe für die Armen leitete, die dem Bloomsbury Dispensary for the Relief of the Sick Poor in London ähnelte.
Im Jahr 1823 veröffentlichte sie einen sehr populären praktischen medizinischen Ratgeber, Advice to young mothers on the physical education of children, by a grandmother, der in mehreren Ländern, darunter Großbritannien und die Vereinigten Staaten, zahlreiche Auflagen erlebte. Posthume italienische Ausgaben, die von Margarets Leibarzt übersetzt wurden, erschienen unter dem Namen „Contessa di Mount Cashell-Irlandese“. Neben anderen Unorthodoxien betonte sie in ihrem Ratschlag die Überlegenheit weiblicher Hebammen und die Vorteile des Stillens durch die Mutter selbst. Das Stillen, so stellte sie fest, verzögert die Wahrscheinlichkeit, schwanger zu werden, und vermeidet so die Risiken einer nahezu konstanten Schwangerschaft. Außerdem ermahnte sie, niemals „wounding a daughter's sensibility, or mortifying her pride“.
Nach dem Erfolg des Buches nahm sie sich vor, medizinische Werke aus dem Deutschen zu übersetzen. Ihr Interesse an der Literatur hielt sie aufrecht und veröffentlichte den zweibändigen Roman The Sisters of Nansfield: A Tale for Young Women (1824), die Geschichte zweier junger Frauen, die durch den frühen Tod ihres Vaters dazu gebracht werden, die Gesellschaft und ihre Konventionen kritischer zu betrachten. Aus dem Jahr 1823 stammt ein unveröffentlichtes Manuskript für einen dreibändigen Roman, Selene. Die Geschichte liest sich als Kritik an der zeitgenössischen englischen Gesellschaft, ihren Sitten und literarischen Standards. Aber durch ihre zentrale weibliche Figur ist sie auch eine Vermittlung von Kings eigenen Erfahrungen als Frau, einschließlich des Schmerzes einer unglücklichen, von der Gesellschaft diktierten Ehe und der Erholung durch eine zweite Beziehung, die sie in relativer Abgeschiedenheit genießt.